# Super Bowl XXX
Il Super Bowl XXX è stata una partita di football americano tra i campioni dell'American Football Conference (AFC), i Pittsburgh Steelers, e i campioni della National Football Conference (NFC), i Dallas Cowboys per determinare il campione della National Football League (NFL) per la stagione 1995. I Cowboys sconfissero gli Steelers con un punteggio di 27–17. La gara fu disputata il 21 gennaio 1996 al Sun Devil Stadium di Tempe, in Arizona, la prima volta che un Super Bowl veniva ospitato nell'area metropolitana di Phoenix.
Entrambe le squadre giunsero alla partita tentando di eguagliare il record di vittorie dei San Francisco 49ers per il maggior numero di Super Bowl vinti da una squadra (5). I Cowboys, che avevano terminato la stagione regolare con un record di 12-4, furono alla loro ottava partecipazione al Super Bowl, mentre gli Steelers, che aveva terminato la stagione con un record di 11-5, erano alla loro quinta partecipazione alla gara. Questo fu il quinto Super Bowl in cui le squadre si erano già scontrate in una precedente edizione. Inoltre questa era la terza volta che le due squadre si incrociavano al Super Bowl (dopo il Super Bowl X e il Super Bowl XIII), stabilendo un primato. Con la vittoria, Dallas divenne la prima squadra a vincere tre Super Bowl in un arco di quattro anni. Per Pittsburgh fu la prima sconfitta in un Super Bowl nella storia.
Larry Brown divenne il primo cornerback a vincere il premio di MVP del Super Bowl, facendo registrare due intercetti nel secondo tempo che i Cowboys convertirono in due touchdown,  impedendo la rimonta degli Steelers. Dallas costruì un vantaggio di 13-0 nel secondo quarto prima che Pittsburgh segnasse con 13 secondi alla fine del primo tempo, portando il risultato sul 13-7. A metà del terzo quarto, Brown mise a segno il primo intercetto che ritornò per 44 yard sulla linea delle 18 yard di Pittsburgh, permettendo poi al running back Emmitt Smith di segnare un touchdown da una yard. Gli Steelers accorciarono il punteggio sul 20-17 nel finale del quarto periodo. Brown fece registrare però il suo secondo intercetto nel drive successivo di Pittsburgh e lo ritornò per 33 yard sulla linea delle 33 yard degli Steelers, con Smith che segnò un altro touchdown da 6 yard.

## Formazioni titolari
| Dallas           | Ruolo     | Pittsburgh       |
| ---------------- | --------- | ---------------- |
| ATTACCO          |           |                  |
| Kevin Williams   | WR        | Ernie Mills      |
| Mark Tuinei      | LT        | John Jackson     |
| Nate Newton      | LG        | Tom Newberry     |
| Derek Kennard    | C         | Dermontti Dawson |
| Larry Allen      | RG        | Brenden Stai     |
| Erik Williams    | RT        | Leon Searcy      |
| Jay Novacek      | TE        | Mark Bruener     |
| Michael Irvin    | WR        | Yancey Thigpen   |
| Troy Aikman      | QB        | Neil O'Donnell   |
| Emmitt Smith     | RB        | Erric Pegram     |
| Daryl Johnston   | FB        | John L. Williams |
| DIFESA           |           |                  |
| Tony Tolbert     | LE        | Brentson Buckner |
| Leon Lett        | LDT-NT    | Joel Steed       |
| Russell Maryland | RDT-RE    | Ray Seals        |
| Charles Haley    | RE-LOLB   | Kevin Greene     |
| Dixon Edwards    | LOLB-LILB | Chad Brown       |
| Robert Jones     | MLB-RILB  | Levon Kirkland   |
| Darrin Smith     | ROLB      | Greg Lloyd       |
| Larry Brown      | LCB       | Carnell Lake     |
| Deion Sanders    | RCB       | Willie Williams  |
| Darren Woodson   | SS        | Myron Bell       |
| Brock Marion     | FS        | Darren Perry     |